# Навашино
Нава́шино (рос. Навашино) — місто в Нижньогородській області Росії, адміністративний центр міського округу Навашинський. Населення — 14 583 осіб (2020).

## Географія
Місто розташоване на правому березі річки Ока, на річці Велетьма, за 158 км від Нижнього Новгорода. На території міста розташована однойменна залізнична станція, на 300-му км Горьківської залізниці на лінії Москва — Єкатеринбург (відкрита у 1912 році).

## Назва
Місто отримало сучасну назву після об'єднання селищ Липня та Мордовщиково у 1957 році за однойменною залізничною станцією, а вона — за сусідньому селу Новашино. Точне походження назви міста невідоме. Найбільш переконливою виглядає версія про антропоніми Новаш або Новашин, перенесеному надалі на назву населеного пункту.

## Герб Навашино
Герб Навашино прийнято 11 вересня 2007 року. Є щитом, перетнутим горизонтально. У верхньому білому тлі - червлений олень. У нижньому зеленому тлі - стилізоване зображення морської самохідної шхуни «Цесаревич Олексій» під торговим прапором царської Росії. У середині щита — два стенчатих пояси: вузький символізує залізницю, широкий — силікатну цеглу. У нижньому блакитному краю щита — два вузьких хвилястих срібних пояси.

## Історія
Перший населений пункт на території сучасного міста — село Липня вперше згадується в окладних книгах 1676 року в складі Окуловського приходу, в цьому селі перебувало 33 селянських дворів. У 1862 році в Липне, за кошти парафіян, збудована дерев'яна церква та утворений Липняньський прихід. 
Наприкінці XIX — початку XX століття село Липня було волосним центром Муромського повіту Владимирській губернії. Населення у 1859 році складало 649 осіб, у 1905 году — 1145 осіб.
Селище Мордовщиково (Мордовщики) виникло наприкінці XIX — початку XX століття при будівництві Мордовщиковської корабельні.
У 1894 році побудована вузькоколійна залізнична лінія Навашино — Кулебаки до Кулебакських заводів, задовго до прокладання Люберецько-Арзамаської лінії. Вона сполучила заводи та окські пристані для вивезення продукції  (у 1924 році лінія була перешита на широку колію).
З 1921 року село Липня та селище Мордовщиково входили до складу Виксунського повіту Нижньогородської губернії, з 1929 року — до складу Кулебакського району Горьківського краю, з 1936 року — у складі Горьковської області. З 1944 року селище Мордовщиково є центром новоутвореного Мордовщиковського району. У 1945 році село Липня було отримало статус робочого селища.
У 1957 році робочі селища Мордовщиково та Липня об'єднані у місто Навашино. До 1960 роцку Мордовщиковський район перейменований на Навашинський. З 2015 року місто є центром міського округу Навашинський.